# Capellán del rey de España

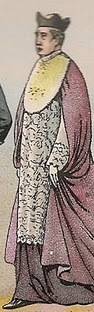
Capellán de honor, con su hábito propio, según un grabado del primer tercio del.

Capellán del rey de España era un prestigioso cargo palatino de la corte española, parte de la Capilla Real. 

## Historia
El origen de este cargo se encuentra en los capellanes que atendían a los reyes de Castilla.
En 1757, Fernando VI otorgó nuevas constituciones a la capilla en que se determinaba la composición y funciones de los capellanes del rey.
Hasta finales del siglo XVIII los capellanes del rey gozaron de un gran prestigio, llegando algunos de ellos a ser nombrados para altos cargos políticos como presidentes del Consejo de Castilla o inquisidores generales. Además fueron nombrados capellanes del rey personajes como, por ejemplo, el escritor Pedro Calderón de la Barca.
En 1815 Fernando VII otorgó una nueva planta a la capilla real.
En 1834, tras la muerte de Fernando VII, María Cristina de Borbón, reina gobernadora, procedió a la reforma de la capilla real, fijándose el título de capellanes de honor y su número en 18. Tras esta reforma el cargo se consolidó en su carácter honorífico. Isabel II les concedió el uso de una insignia propia.
El cargo desapareció con la caída de la monarquía en 1931.

## Descripción
Sus principales funciones se referían a la atención litúrgica del rey. 
El número de capellanes de honor, desde el siglo XVI, ascendía a 40. De acuerdo con las constituciones otorgadas en 1757, se encontraban divididos según una serie de grupos de pertenencia:
- Banco de Castilla: 26 capellanes.
- Banco de las Órdenes militares: cuatro pertenecientes a la orden de Santiago, tres para la de Alcántara, tres para la de Calatrava, dos para la de Montesa y dos para la de San Juan.

Desde 1834 pasaron a ser 18 y tomaron el nombre de capellanes de honor. 
Dentro de los capellanes se proveían diversos oficios de la Real Capilla como los de receptor (decano de los capellanes y directamente dependiente del capellán mayor), juez, fiscal, cura de palacio o maestro de ceremonias. En este sentido, algunos de ellos estaban reservados a los capellanes del Banco de Castilla, como los de receptor, juez, fiscal y maestro de ceremonias.

A mediados del siglo XIX, Isabel II les concedió una insignia de oro, consistente en una estrella de seis puntas pometeadas y esmaltada de blanco. Entre cada uno de los brazos de la estrella si disponía una flor de lis dorada. En el centro se encontraba un medallón circular esmaltado de azul con la efigie de una santa reina, y alrededor del círculo la leyenda siguiente en letras doradas:
La Reyna a sus capellanes de honor.
En el reverso del medallón se encontraba la cifra de Isabel II, entrelazada: Y2.
Eran distintos de otros capellanes nombrados, dentro de la Casa del Rey, por ejemplo, aquellos destinados a la atención espiritual de los sitios reales.